# World Grand Champions Cup féminine
La World Grand Champions Cup féminine est une compétition internationale de volley-ball féminin qui se déroule tous les quatre ans, l'année après les Jeux olympiques.

## Origines
La World Grand Champions Cup a été créé en 1993, après des changements radicaux sur les tournois organisés par la FIVB. L'objectif principal était de ne pas avoir une seule année sans concurrence mondial. C'est le seul tournoi organisé par la FIVB qui ne compte pas pour le classement mondial FIVB.

## Formule de la Compétition
- La compétition se déroule au Japon.
- Six équipes participeront à chaque événement: équipe hôte, quatre qualifiés et un invité.
- Le Japon est toujours pré-qualifiés en tant que pays hôte.
- Les Quatre champions continentaux.
- La dernière équipe participe à travers une wild card accordée par la FIVB.
- Elle se joue sous forme de Round Robin : chaque équipe rencontrant successivement toutes les autres.
- Classement final est établie suivant les critères habituel du volley-ball: nombre de victoires, point ratio (le nombre total de points remportés divisé par le nombre total de points perdus), set ratio, l'affrontement direct.

## Palmarès
| 1993 Détails | Tokyo             | Cuba   | Chine      | Russie                 | Japon   | États-Unis   | Pérou                  |
| 1997 Détails | Tokyo             | Russie | Cuba       | Brésil                 | Chine   | Japon        | Corée du Sud           |
| 2001 Détails | Saitama / Fukuoka | Chine  | Russie     | Japon                  | Brésil  | États-Unis   | Corée du Sud           |
| 2005 Détails | Tokyo / Nagoya    | Brésil | États-Unis | Chine                  | Pologne | Japon        | Corée du Sud           |
| 2009 Détails | Tokyo / Fukuoka   | Italie | Brésil     | République dominicaine | Japon   | Corée du Sud | Thaïlande              |
| 2013 Détails | Tokyo / Nagoya    | Brésil | États-Unis | Japon                  | Russie  | Thaïlande    | République dominicaine |
| 2017 Détails | Tokyo / Nagoya    | Chine  | Brésil     | États-Unis             | Russie  | Japon        | Corée du Sud           |

## Tableau des médailles
| Rang  | Pays             | Médaille d'or | Médaille d'argent | Médaille de bronze | Total |
| 1     | Brésil           | 2             | 2                 | 1                  | 5     |
| 2     | Chine            | 2             | 1                 | 1                  | 4     |
| 3     | Russie           | 1             | 1                 | 1                  | 3     |
| 4     | Cuba             | 1             | 1                 | 0                  | 2     |
| 5     | Italie           | 1             | 0                 | 0                  | 1     |
| 6     | États-Unis       | 0             | 2                 | 1                  | 3     |
| 7     | Japon            | 0             | 0                 | 2                  | 2     |
| 8     | Rép. dominicaine | 0             | 0                 | 1                  | 1     |
| Total | Total            | 7             | 7                 | 7                  | 21    |

## Apparitions
| Pays                   | 1993 (6) | 1997 (6) | 2001 (6) | 2005 (6) | 2009 (6) | 2013 (6) | 2017 (6) | Total |
| Brésil                 | -        | 3e       | 4e       | 1er      | 2e       | 1er      | 2e       | 6     |
| Chine                  | 2e       | 4e       | 1er      | 3e       | -        | -        | 1er      | 5     |
| Corée du Sud           | -        | 6e       | 6e       | 6e       | 5e       | -        | 6e       | 5     |
| Cuba                   | 1er      | 2e       | -        | -        | -        | -        | -        | 2     |
| États-Unis             | 4e       | -        | 5e       | 2e       | -        | 2e       | 3e       | 5     |
| Italie                 | -        | -        | -        | -        | 1er      | -        | -        | 1     |
| Japon                  | 5e       | 5e       | 3e       | 5e       | 4e       | 3e       | 5e       | 7     |
| Pérou                  | 6e       | -        | -        | -        | -        | -        | -        | 1     |
| Pologne                | -        | -        | -        | 4e       | -        | -        | -        | 1     |
| République dominicaine | -        | -        | -        | -        | 3e       | 6e       | -        | 2     |
| Russie                 | 3e       | 1er      | 2e       | -        | -        | 4e       | 4e       | 5     |
| Thaïlande              | -        | -        | -        | -        | 6e       | 5e       | -        | 2     |

## Meilleures joueuses par tournoi
- 1993 –  Regla Bell
- 1997 –  Ievguenia Artamonova
- 2001 –  Hao Yang
- 2005 –  Sheilla Castro
- 2009 –  Simona Gioli
- 2013 –  Fabiana Claudino
- 2017 –  Zhu Ting